# 髙橋和夫 (実業家)
髙橋 和夫（たかはし かずお、1957年3月1日 - ）は、日本の実業家。東急株式会社代表取締役副会長。

## 経歴・人物
新潟県北魚沼郡小出町（現魚沼市）出身。学校教員の両親のもと生まれる。一人暮らしして通った新潟県立六日町高等学校卒業後、東京都武蔵野市に上京し、1年間の大学受験浪人生活を経て、1980年、一橋大学法学部卒業。堀部政男ゼミ（情報法）出身。東京急行電鉄（現・東急）入社。学部の同級生に作家・政治家の田中康夫がいた。
入社後は交通事業に10年間携わり、東急が当時直営していたバス事業（自動車部）に配属、弦巻営業所勤務などを経て、本社の交通事業本部総括課に異動、バス部門の分社化プロジェクトなどにあたった。1991年、東急バスが設立されバス部門が分離されると以降19年間同社に出向 し、バス事業の再建にあたる。2006年東急バス取締役。2009年、東急バス常務取締役。2010年、東京急行電鉄執行役員人事・労政室長。2011年、野本弘文が社長に就任すると、東京急行電鉄取締役執行役員経営管理室長に就任 ほか、東急トランセの代官山循環線の開設にも関わった。
2014年、東京急行電鉄常務取締役社執行役員経営企画室長。2015年、東京急行電鉄取締役常務執行役員経営企画室長。2016年、東京急行電鉄取締役専務執行役員経営企画室長。仙台空港民営化を指揮し、仙台国際空港取締役に就任。2017年からは前田建設工業とのインフラ運営事業合弁会社グローバル・インフラ・マネジメント代表取締役会長を兼任。また、野本社長とともに2018年4月からの東京急行電鉄の中期経営計画策定にあたった。2018年、東京急行電鉄代表取締役社長 社長執行役員。会見では地方進出や海外進出といった経営課題に取り組むとした。2023年6月、東急株式会社代表取締役副会長。

## テレビ番組
- 日経スペシャル カンブリア宮殿 鉄道だけじゃなく街づくりでも大躍進！ 生き残りをかけた東急の挑戦（2023年3月23日、テレビ東京）- 東急 社長として出演[11]。

### 専門雑誌
- 髙橋和夫・東京急行電鉄社長インタビュー：「まちづくり」という幅広い事業を手掛ける東急電鉄の強み 経済界
- 健康維持・増進は、重要な「経営課題」【東急電鉄 髙橋社長】日経グッデイ
- 東急電鉄 髙橋和夫社長<1>同期の中で1人だけ“自動車部”に 日刊ゲンダイ
- 東急電鉄 髙橋和夫社長<2>粘り強い交渉でバス事業を分社化 日刊ゲンダイ
- 東急電鉄 髙橋和夫社長<3>「上からでなく同じ目線で話す」日刊ゲンダイ
- 東急電鉄 髙橋和夫社長<4>「次の100年」見据えた長期戦略 日刊ゲンダイ